# 洪其哲
洪其哲（?—?），字東村，一字明池，贵州玉屏人，清朝政治人物，同進士出身。

## 生平
乾隆十三年（1748年）戊辰科進士，三甲一百五十四名，官廣東惠來縣知縣。